# 이수 선생 묘
이수 선생 묘(李晬 先生 墓)는 대한민국 경기도 성남시 분당구 궁내동에 있는, 조선 중기의 문신인 충숙공 이수(1569년 ∼ 1645년)의 묘이다. 1980년 6월 2일 경기도의 기념물 제54호로 지정되었다.

## 개요
조선 중기의 문신인 충숙공 이수(1569∼1645)의 묘이다.
왕족의 후손으로 학문이 뛰어났으며 선조 25년(1592) 임진왜란 때에는 국왕을 모시게 되어 선전관에 임명되었다. 광해군 9년(1617)에 이이첨 등의 죄를 밝히고 윤선도 등을 변호하다가 전라남도 순천에 유배되었으나 인조반정으로 관직에 복귀하게 되었다. 인조 2년(1624)에 이괄의 난이 일어났을 때는 국왕을 공주(公州)로 모시고 갔으며, 인조 5년(1627)에 정묘호란이 일어났을 때에도 국왕을 강화로 모셨다. 죽은 뒤 정1품 벼슬 등급에만 기록할 수 있는 현록대부(顯錄大夫)에 오르기까지 했다.
부인 정씨와의 합장묘로 쌍분이고 봉분 아랫부분에는 길고 네모난 둘레석을 돌려 묘를 보호하고 있다. 그 좌우에는 멀리서도 무덤이 있음을 알려주는 망주석(望柱石)과 문인석이 1쌍씩 배치되어 있다. 묘 아래에는 이재가 글을 짓고 이승휘가 글씨를 쓴 신도비(神道碑:왕이나 고관 등의 평생업적을 기리기 위해 무덤 근처 길가에 세운 비)가 있다.

## 같이 보기
- 이수

## 참고 자료
- 이수 선생 묘 - 국가유산청 국가유산포털